# 長嶋賢一朗
長嶋 賢一朗（ながしま けんいちろう、1970年2月11日 - ）は、朝日放送（ABC）の元アナウンサー。現在は編成局所属（局長預かりの社員）。

## 来歴・人物
兵庫県神戸市出身。兵庫県立神戸高等学校、京都外国語大学外国語学部英米語学科卒業。1992年ABCに入社。
セクハラ疑惑により2007年2月に、アナウンス職を離れた。

## 過去の担当番組

### テレビ
- おしゃべりブランチ
- おはよう朝日です（『無知との遭遇』コーナー解説担当、VTR出演）
- 虎バン（ナレーション）

### ラジオ
- ニュース探偵局
- ニュースデスク（土曜日早朝～昼、平日夜）
- ウシミツリクエストABC
- パーフェクトジョッキー
- 上沼恵美子のこころ晴天（火曜日）